# Federazione di rugby a 15 del Paraguay
La Federazione Rugby XV del Paraguay (in spagnolo Unión de Rugby del Paraguay) è l'organo che governa il Rugby a 15 in Paraguay.
Affiliata all'International Rugby Board, è inclusa fra le nazionali di terzo livello senza esperienze di Coppa del Mondo.